# AR Scorpii
AR Scorpii (AR Sco) – gwiazda podwójna w gwiazdozbiorze Skorpiona. Jest to układ złożony z białego karła i czerwonego karła, odległy od Ziemi o około 380 lat świetlnych.

## Charakterystyka
AR Scorpii jest nietypową gwiazdą zmienną. Jeszcze w latach 70. XX wieku wykryte zostały zmiany jej jasności z okresem 3,6 godziny, ale natura tej zmienności została poznana dopiero w 2015 roku dzięki obserwacjom przeprowadzonym przez polskiego astronoma, Jakuba Bochińskiego. Okazało się, że jest to ciasny układ podwójny, którego składniki obiegają wspólny środek masy co 3,6 godziny, w którym biały karzeł o silnym polu magnetycznym obraca się wokół osi z bardzo dużą prędkością. Pole przyspiesza elektrony do prędkości bliskiej prędkości światła w próżni, powodując emisję wiązki promieniowania, podobnie jak dzieje się to w przypadku pulsarów. Wiązka omiata powierzchnię chłodnego czerwonego karła co 1,97 minuty, powodując silne pojaśnienie, a następnie szybki spadek jasności układu. Promieniowanie obejmuje szeroki zakres częstotliwości, aż po fale radiowe, po raz pierwszy wykryte z białego karła.
Po odkryciu w 2023 roku kolejnej gwiazdy o podobnej charakterystyce, AR Scorpii stała się pierwszą z nowej klasy gwiazd podwójnych określanych jako pulsar białego karła.